# سطوح کنترل پرواز
سطوح کنترل پرواز هواگرد دستگاه‌های آیرودینامیک هستند که خلبان با کنترل آن‌ها می‌تواند بلندی پرواز هواگرد را تنظیم و کنترل کند.
توسعه سطوح کنترل پرواز با بازده بالا، جهش مهمی در توسعه هواگردها بود. نخستین تلاش‌ها در طراحی هواگرد ثابت‌بال به پدید آمدن نیروی کافی برای بلند کردن هواگرد از زمین انجامید. اما هنگامیکه هواگرد در هوا بود کنترل آن ناممکن می‌شد و بیشتر مواقع باعث فاجعه بود. توسعه سطوح کنترل پرواز مؤثر، باعث پرواز پایدار شد.
سطوح کنترل پرواز به دو بخش اصلی و ثانوی تقسیم می‌شوند.
این نوشتار به توضیح سطوح کنترلی می‌پردازد که در هواگرد ثابت‌بال با طراحی متعارف بکار می‌روند. دیگر پیکربندی‌های هواگردهای بال‌ثابت ممکن از سطوح کنترل پرواز دیگری استفاده کنند. اما اصول آنها، یکی هستند. کنترل کننده‌های (دسته و سکان) هواگرد گردنده‌بال (هواچرخ یا بالگرد) همان کار کنترل چرخش در امتداد محورهای اصلی هواپیما را انجام می‌دهند. اما سطوح کنترل چرخنده (پروانه و پروانه دم بالگرد) در آن‌ها با عملکرد کاملاً متفاوتی کار می‌کنند.

کنترل‌های اصلی پرواز هواگرد

## توسعه
برادران رایت نخستین کسانی بودند که سطوح کنترل پرواز قابل استفاده را طراحی کرده و بکار گرفتند. این سطوح، اصلی‌ترین بخش برساخته آن‌ها برای پرواز بود. برخلاف سطوح کنترل پرواز امروزی آن‌ها از روش خمش بال استفاده کردند. در تلاش برای دور زدن اختراع برادران رایت، گلن کورتیس، سطوح کنترل لولادار را ساخت و استفاده کرد. چنین روشی، چهار دهه پیشتر در بریتانیا معرفی شده بود. برتری سطوح کنترل لولادار، در پرهیز از ایجاد تنش در آن‌ها بود؛ بنابراین مشکل خمش بال‌ها، حل و ساخت قطعات، ساده‌تر می‌شد.

### محورهای حرکت
یک هواگرد، می‌تواند آزادانه در جهت سه محور عمود برهم که در مرکز گرانش هواگرد، یکدیگر را قطع می‌کنند بچرخد. برای کنترل موقعیت و جهت هواگرد، خلبان باید بتواند حرکت در سوی هر یک از سه امتداد را کنترل کند.

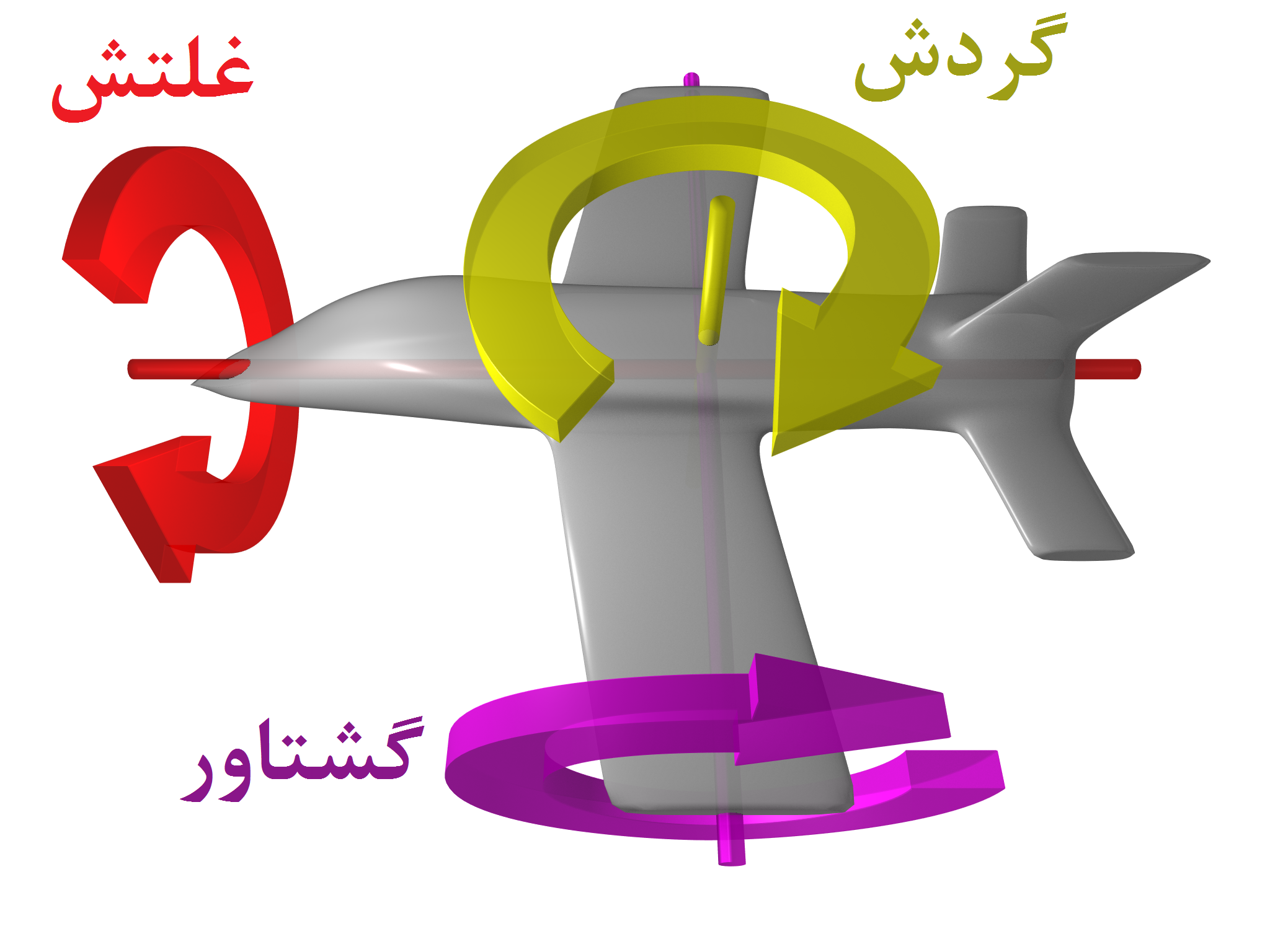
چرخش به دور محورهای اصلی هواگرد گشتاور به دور محور عرضی غلت زدن به دور محور طولی گردش به دور محور عمودی

### محور عرضی
محور عرضی یا محور جانبی از دوسر بال‌های هواگرد می‌گذرد. چرخش به دور این محور «گشتاور» نامیده می‌شود. گشتاور، جهت حرکت عمودی هواگرد را که دماغه به سوی آن است تغییر می‌دهد. بالابرنده، اصلی‌ترین سطح کنترل‌کننده گشتاور است.

### محور طولی
محور طولی از میان دماغه و دم هواگرد می‌گذرد. چرخش به دور این محور را «غلت زدن» می‌نامند. خلبان، «زاویه چرخش» را با بالابردن یک بال و پایین‌بردن بال دیگر تغییر می‌دهد. این تغییر در زاویه، باعث چرخش به دور محور طولی می‌شود. شهپر، اصلی‌ترین کنترل‌کننده‌های زاویه چرخش است. سکان، دومین کنترل‌کننده زاویه چرخش است.

### محور عمودی
محور عمودی از بالا به پایین هواگرد می‌گذرد. چرخش به دور این محور را «گردش» می‌نامند. «گردش» جهت نوک دماغه هواگرد را به چپ و راست تغییر می‌دهد. سکان، اصلی‌ترین کنترل‌کننده گردش است. شهپر دومین کنترل‌کننده گردش است.
توجه به این نکته، مهم است که راستای این محورها نسبت به زمین با چرخش هواگرد تغییر می‌کند. برای نمونه، برای هواگردی که مستقیماً در حال حرکت به سوی زمین است، محور عمودی آن موازی با زمین است. درحالیکه محور عرضی آن عمود بر زمین است.

## سطوح کنترل اصلی
سطوح کنترل اصلی یک هواگرد بال‌ثابت، با لولا یا پیچ اتصال به بدنه اصلی هواگرد وصل می‌شوند؛ بنابراین می‌توانند حرکت کرده و جریان هوایی را که از کنار آن می‌گذرد منحرف کنند. این تغییر مسیر جریان هوا باعث پیدایش نیروی نامتوازن و چرخش هواگرد به دور محور مورد نظر می‌شود.

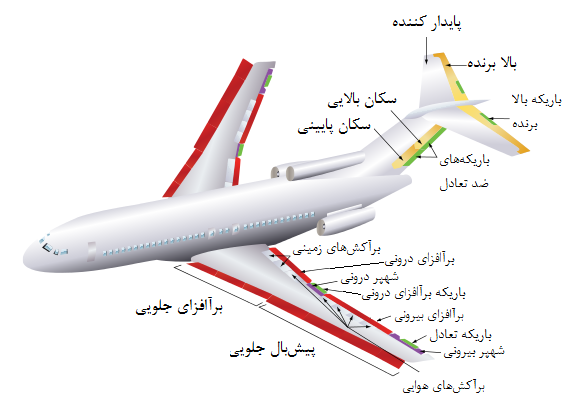
سطوح کنترل پرواز بوئینگ ۷۲۷

### شهپر
شهپرها بر لبه فرار هر یک از بال‌ها و نزدیک دو سر بال قرار گرفته و در جهت مخالف یکدیگر حرکت می‌کنند. هنگامیکه خلبان دسته را به سمت چپ می‌برد یا چرخ‌ها را پادساعتگرد می‌چرخاند شهپر سمت چپ بالا می‌رود و شهپر سمت راست پایین می‌رود. شهپر بالا رفته، نیروی برآر روی آن بال را کاهش می‌دهد و شپهر دیگر نیروی برآر را افزایش می‌دهد؛ بنابراین حرکت دسته به سمت چپ، بال چپ را پایین و بال راست را بالا می‌برد. این کار باعث غلتیدن هواگرد به سمت چپ می‌شود. برگرداندن دسته به وسط، شهپرها را به وضعیت خنثی و حفظ زاویه چرخش برمی‌گرداند. تا پیش از آنکه که شهپر طرف دیگر حرکت کند هواگرد به غلتیدن خود ادامه می‌دهد. با حرکت شهپر راست، زاویه چرخش به صفر برگشته و هواگرد به حال افقی در می‌آید.

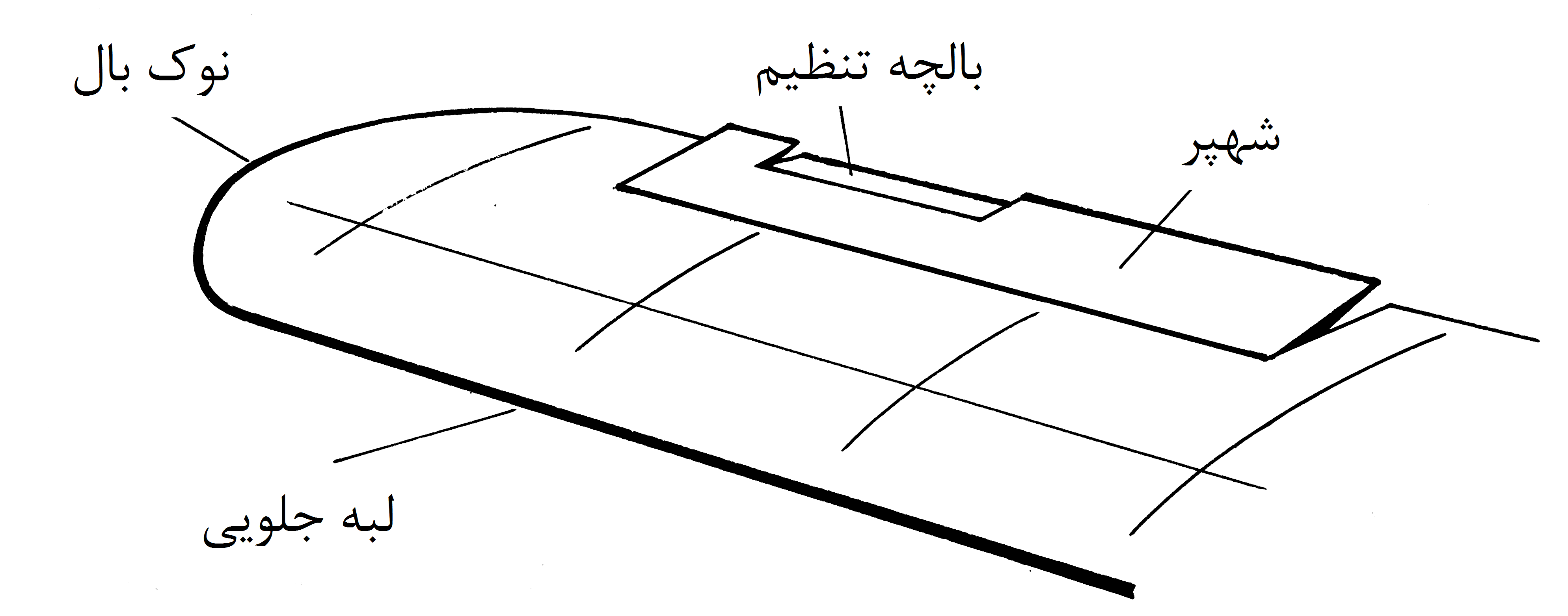
بخش‌های شهپر هواگرد

### بالابرنده
بالابرنده بخش قابل حرکت پایدارکننده افقی (دم هواگرد) است که با لولا به پشت بخش ثابت دم افقی وصل می‌شود. بالابرها با یکدیگر به بالا و پایین حرکت می‌کنند. هنگامی که خلبان دسته را به عقب می‌کشد بالابر به سمت بالا می‌رود. به جلو بردن دسته باعث پایین رفتن بالابرنده می‌شود. بالابرنده‌های رو به بالا، دم هوا را پایین و گشتاور دماغه را بالا می‌برند. این کار زاویه حمله بال‌ها و به دنبال آن نیروی برآر و نیروی پسار را افزایش می‌دهد. برگرداندن دسته به حالت خنثی، بالابرنده را به وضعیت نخستین برگردانده و از تغییر گشتاور جلوگیری می‌کند. برخی هواگردها مانند مک‌دانل داگلاس ام‌دی-۸۰ از باریکه فرمان‌یار در سطح بالابرنده استفاده می‌کنند تا به صورت آیرودینامیکی، سطح اصلی را در موقعیت دلخواه قرار دهند؛ بنابراین جهت پرواز باریکه کنترل، در خلاف جهت سطح کنترل اصلی است. به همین دلیل است که بالابرنده دم ام‌دی-۸۰ به نظر، شکل «جدا شده» دارد.
در کانارد، بالابرنده‌ها با لولا به پشت کانارد وصل شده و در جهت مخالف آن حرکت می‌کنند. برای نمونه، هنگامیکه خلبان دسته را به عقب می‌کشد بالابرنده‌ها پایین می‌روند تا نیروی برآر در جلوی هواگرد افزایش یافته و دماغه به سمت بالا حرکت کند.

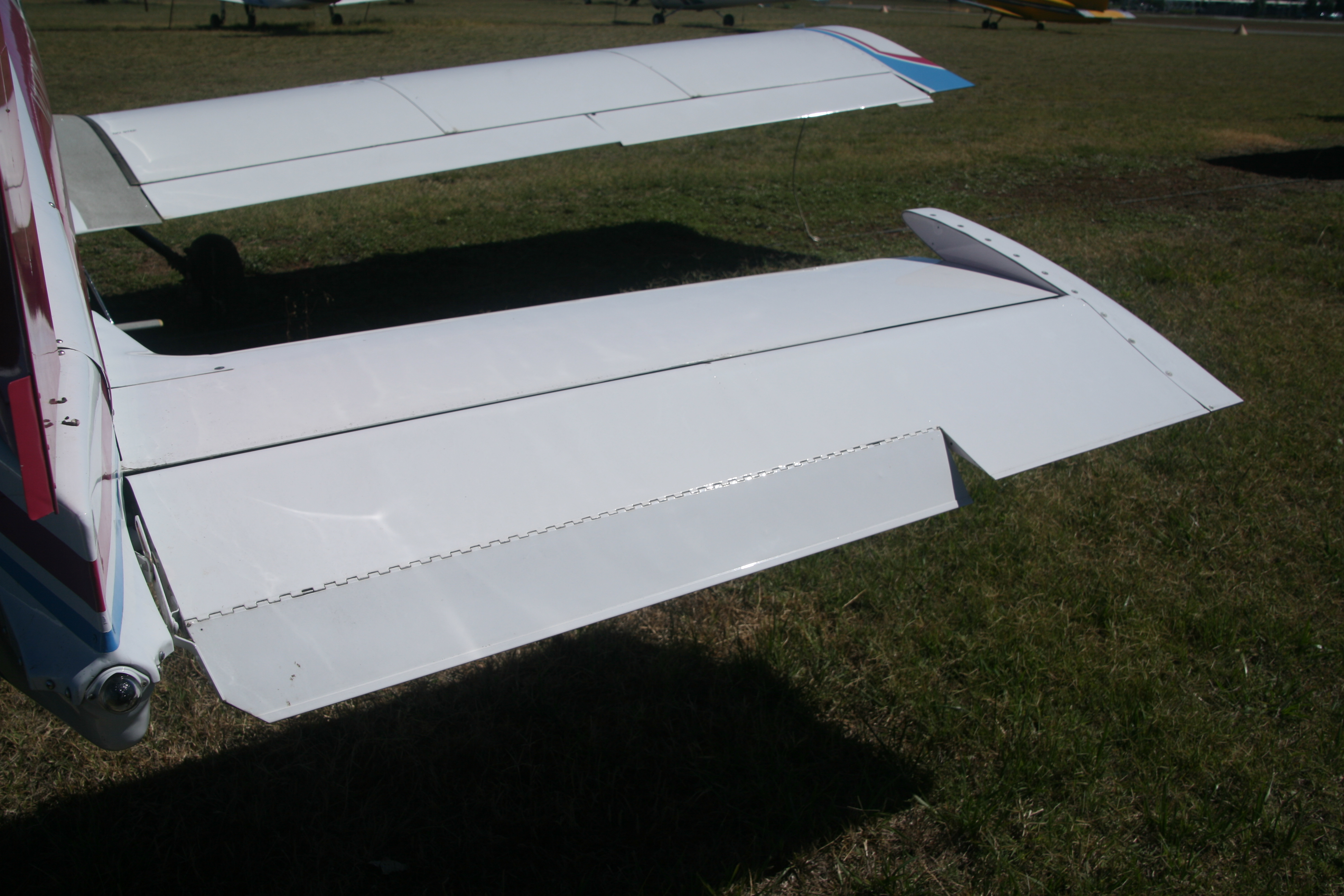
بالابرنده و باریکه گشتاور هواگرد سبک

### سکان
سکان بخشی از پشت هواگرد است و معمولاً در لبه فرار پایدار کننده عمودی قرار می‌گیرد. هنگامی خلبان، پدال سمت چپ را فشار می‌دهد سکان به سمت چپ می‌چرخد. فشار دادن پدال راست، هواگرد به سمت راست گردش می‌کند. فشار دادن پدال میانی، از گردش هواگرد به چپ و راست جلوگیری می‌کند و آن را به وضعیت خنثی برمی‌گرداند.

### سطوح کنترل ثانویه

#### شهپر
شهپر، اصلی‌ترین کنترل‌کننده گردش هواگرد است. با افزایش نیروی برآر، نیروی پسار القایی نیز افزایش می‌یابد. هنگامی که دسته به سمت چپ می‌چرخد تا هواگرد به سمت چپ بغلتد شهپر سمت راست پایین می‌رود و نیروی برآر در بال راست را افزایش می‌دهد؛ بنابراین نیروی پسار القایی افزایش می‌یابد. استفاده از شهپرها باعث انحراف ناخواسته هواپیما می‌شود؛ یعنی دماغه هواگرد در جهت خلاف گردش شهپر حرکت می‌کند. انحراف برعکس در دور زدن بیشتر در هواگردهای کوچک با بال‌های بلند مانند بادپر دیده می‌شود و با حرکت سکان پدید می‌آید. شهپرهای نامساوی شهپرهایی هستند که در آن‌ها انحراف شپهر پایین‌برنده کمتر از شهپر بالابرنده است تا انحراف برعکس در دور زدن را کم کنند.

#### سکان
سکان اصلی‌ترین سطح کنترل‌کننده هواگرد است. سکان بیشتر با پدال کنترل می‌شود تا دسته. کاربرد اصلی آن کنترل گردش هواگرد و چرخش آن به دور محور عمودی آن است. ممکن است به عکس‌العمل انحراف برعکس در دور زدن که با سطح کنترل گردش ایجاد می‌شود نیز «سکان» گفته شود
اگر از سکان به دفعات برای تراز کردن پرواز استفاده شود در آغاز، هواگرد در جهت تنظیم شده سکان گردش می‌کند. پس از چند ثانیه، هواگرد در جهت خلاف سکان گردش می‌کند.
این هم جهتیِ نخستین به خاطر افزایش سرعت بال، در خلاف جهت گردش و کاهش سرعت در بال دیگر است. بال سریعتر، نیروی برآر بیشتری پدیدمی‌آورد و بنابراین به سوی بالا می‌رود. درحالیکه در بال دیگر، نیروی برآر کمتری پدید می‌آید و بنابراین پایین می‌رود. با ثابت ماندن سکان در یک جهت خاص، میل به غلتش ادامه می‌یابد؛ زیرا قرار گرفتن هواگرد در یک زاویه مشخص نسبت به جریان هوا، باعث لغزیدن آن در سمت بالِ پایین رفته می‌شود. هنگام استفاده از سکان سمت راست در هواگرد با شکل بال هشتی ۸، زاویه حمله بال سمت چپ افزایش می‌یابد و به دنبال چرخش به راست، زاویه حمله بال راست کاهش می‌یابد. واکنش هواگرد ۷ مانند برعکس است. این اثر سکان، بیشتر در هواپیمای مدل به کار می‌رود؛ زیرا اگر در طراحی بال هوا گرد، به اندازه کافی از هشتی یا چند شکلی استفاده شود ممکن است سطوح کنترل غلتش مانند شهپرها کاملاً حذف شوند.
|                                             |  |  |
| هواگرد ۸ مانند (راست) و هواگرد ۷ مانند (چپ) |  |  |

### چرخاندن هواگرد
بر خلاف چرخیدن قایق، معمولاً تغییر در جهت هواگرد بیشتر پیرو کارکرد شهپرها است تا سکان. چرخش سکان (گردش) جهت هواگرد را تغییر می‌دهد. اما در مسیر پرواز، تغییر کمی ایجاد می‌کند. در هواگرد، تغییر در جهت به خاطر تأثیر بخش افقی نیروی برآر بر روی بال‌ها پیش می‌آید. خلبان، نیروی برآر را که عمود بر بال‌ها است با ایجاد غلتش در بال‌ها و چرخش هواگرد در جهت مورد نظر تغییر می‌دهد. با افزایش زاویه چرخش، نیروی برآر می‌تواند به دو بخش افقی و عمودی تقسیم می‌شود.
اگر نیروی برآر کلی، ثابت نگه داشته شود بخش عمودی نیروی برآر کاهش می‌یابد. چون وزن هواگرد تغییر نمی‌کند اگر تداخلی نباشد این تغییر نیروی عمودی باعث کاهش بلندی پرواز هواگرد می‌شود. برای حفظ بلندی پرواز نیاز به بالابرنده مثبت (رو به بالا) است تا زاویه حمله و نیروی برآر کلی ایجاد شده افزایش یابد و بخش عمودی نیروی برآر با وزن هواگرد برابر بماند. اما این وضعیت، پایدار نیست. ضریب بار کلی لازم برای حفظ بلندی پرواز، وابستگی مستقیمی به زاویه چرخش دارد. این یعنی در یک سرعت مشخص، بلندی پرواز تنها در یک زاویه چرخش معلوم، ثابت می‌ماند. فراتر از این زاویه چرخش، اگر خلبان تلاش کند که نیروی برآر کافی برای نگه‌داشتن بلندی پرواز ایجاد کند هواگرد دچار مشکل شتاب واماندگی می‌شود.

### سطوح کنترل اصلی متناوب
برخی هواگرها در پیکربندی خود سطوح کنترل اصلی غیر استانداردی دارند. برای نمونه، ممکن است به جای بالابرنده در پشت پایدار کننده، زاویه همه بخش دم هواگرد تغییر کند. یا ممکن است هواگرد با دم ۷ مانند باشد و بخش‌های متحرک، دوکاره باشند؛ یعنی هم کار بالابرنده و هم سکان را انجام دهند. ممکن است هواگردهای بال سه‌گوش در پشت خود الون داشته باشند که ترکیب کارکرد بالابرنده و شهپر است.

## سطوح کنترل پرواز ثانویه

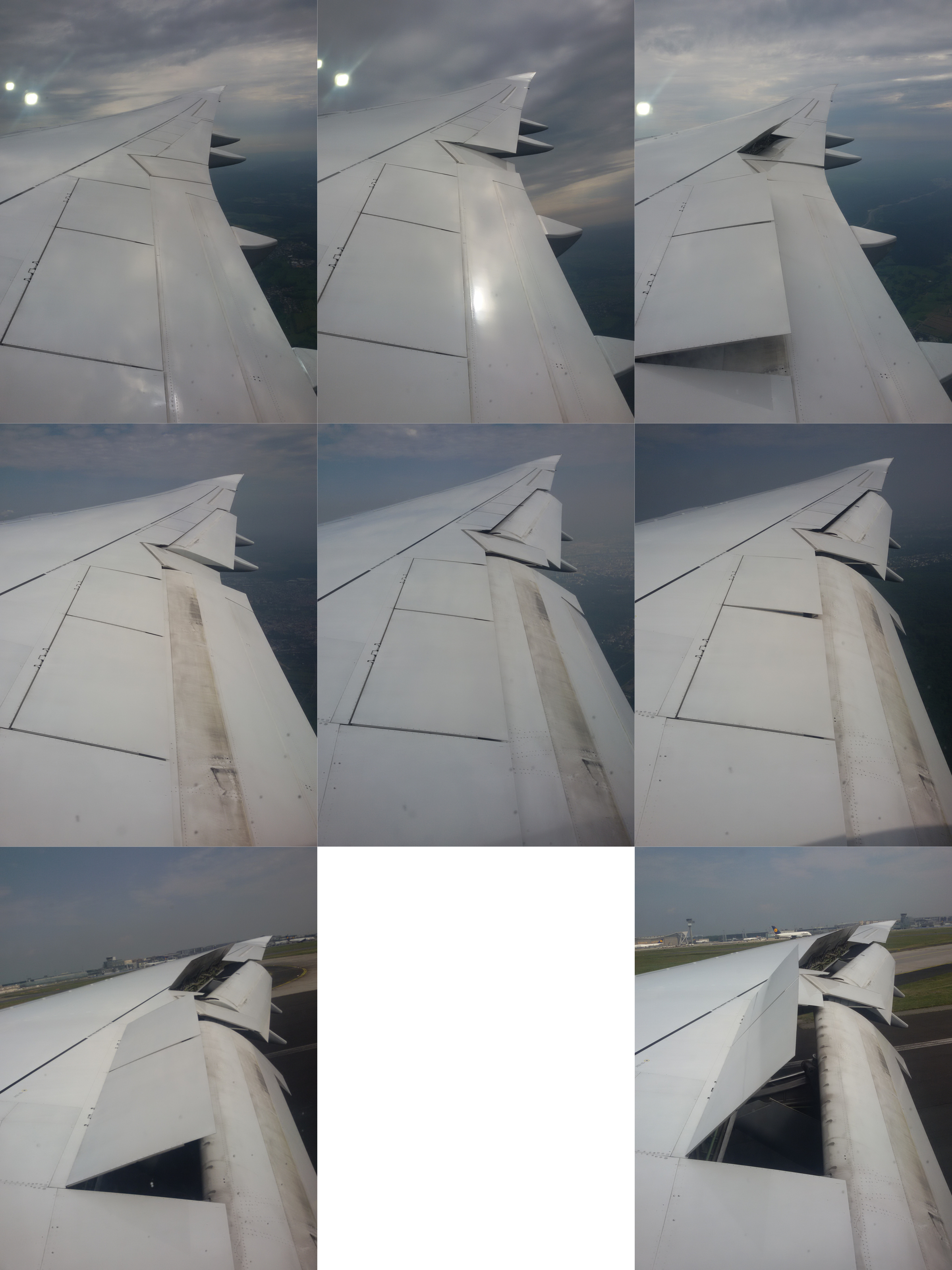
سطوح کنترل پرواز بر لبه فرار بوئینگ ۷۴۷–۸ بالا چپ: همه سطوح، غیرفعال هستند. بالا میانه: شهپر، پایین رفته‌است. بالا راست: برآکش، در هنگام پرواز بالا رفته وسط چپ: برآافزاهای فالر کمی باز شده‌اند. وسط میانه: برآافزاهای فالر بیشتر باز شده‌اند. وسط راست: برآافزاهای فالر با داشتن لولای چاک‌دار، حتی می‌توانند بیشتر باز شوند. پایین: برآکش‌ها هنگام فرود، باز شده‌اند.

### برآکش
در هواگردهای با نیروی پسار پایین مانند بادپر، از برآکش برای جلوگیری از جریان یافتن هوا به دور بال و افت شدید نیروی برآر استفاده می‌شود. این کار به خلبان بادپر اجازه می‌دهد تا بدون افزایش سرعت زیاد، بلندی پرواز خود را کاهش دهد. به برآکش «از بین برنده نیروی برآر» نیز گفته می‌شود. به برآکش‌هایی که می‌توانند به صورت نامتقارن استفاده شوند «برآکش-شهپر» (ترکیب برآکش و شهپر) گفته می‌شود. این برآکش-شهپر بر غلتش هواگرد تأثیر می‌گذارند.

### برآافزا
برآافزا بر روی بخش درونی فراز بال و نزدیک به محل اتصال بال به بدنه هواگرد قرار دارد. برآافزا با خمیدگی رو به پایین، خمیدگی مؤثر را افزایش می‌دهد و ضریب نیروی برآر هواگرد را افزایش داده و پیرو آن سرعت واماندگی را کاهش می‌دهد. از برآافزا در سرعت‌های پایین و زاویه حمله بالا برای برخاست و فرود استفاده می‌شود. برخی هواگردها «برآافزا-شهپر» (برآافزا و شهپر) دارند که «شهپر درونی» نیز نامیده می‌شود. کارکرد اصلی این دستگاه‌ها به عنوان شهپر است. اما هنگامیکه برآافزای برخی هواگردها باز می‌شود شهپر، خمیده می‌شود؛ بنابراین دستگاه، هم به عنوان برآافزا و هم به عنوان شهپر درونی کنترل چرخش بکار می‌رود.

## پیش‌بال
پیش‌بال با نام دیگر «دستگاه لبه جلویی»، بسط‌هایی در جلوی بال برای افزایش نیروی برآر هستند. همچنین پیش‌بال با تغییر جریان هوا به دور بال، سرعت واماندگی را کاهش می‌دهد. پیش‌بال ممکن است ثابت یا متحرک باشد. پیش‌بال ثابت (مانند فیزلر فی ۱۵۶) نمونه بسیار خوبی از توانایی پرواز کم سرعت و نشست و برخاست کوتاه و امکان کارکرد در سرعت بالا است. پیش‌بال متحرک همانگونه که در بسیاری از هواگردها دیده می‌شود سرعت واماندگی کمتری در هنگام نشست و برخاست تولید می‌کند. اما در هنگام پرواز عادی، کاری انجام نمی‌دهد.

### ترمز هوایی
ترمز هوایی برای افزایش نیروی پسار به کار می‌رود. ممکن است از برآکش به عنوان ترمز هوایی استفاده شود. اما برآکش، ترمز هوایی واقعی نیست؛ زیرا گاهی از آن به عنوان از بین برنده نیروی برآر و گاهی به عنوان سطح کنترل غلتش کار می‌کند. ترمز هوایی معمولاً سطحی است که به سمت بیرون بدنه هواگرد به سمت جریان هوا انحراف دارد تا نیروی پسار را افزایش دهد. در بسیاری از موارد این ترمزها به صورت قرینه در جهت عکس یکدیگر قرار دارند. هدف از ترمز هوایی، کند کردن هواگرد است. چون در هواگردهای بسیاری، ترمزهای هوایی در جای دیگری از بال هواگرد قرار دارند، مستقیماً بر نیروی بالابر ایجاد شده توسط بال‌ها تأثیر نمی‌گذارند. ترمز هوایی، به ویژه هنگامی که به نرخ کاهش سرعت بالایی نیاز است مناسب است. استفاده از ترمز هوایی، در هواگرهای نظامی با کارایی بالا و هواپیماهای مسافربری، معمول است. به ویژه هواگرهایی که توانایی رانش معکوس ندارند.

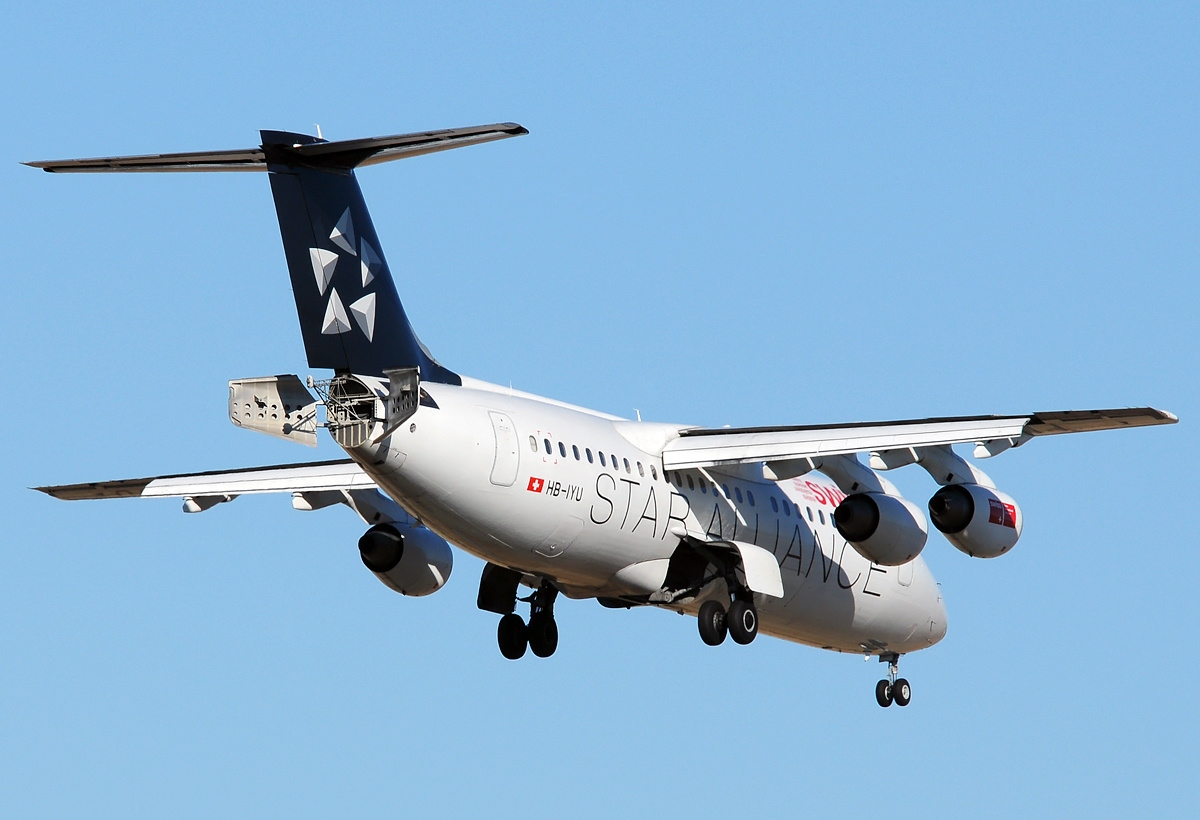
ترمز هوایی بی‌ای‌ئی ۱۴۶ باز شده در پشت خود

## سطوح تنظیم کنترل
بالچه تنظیم به خلبان اجازه متعادل‌سازی نیروی برآر و پسار ایجاد شده توسط بال‌ها و سطوح کنترل در گستره بزرگی از بار و سرعت‌های هوایی را می‌دهد. این کار، تلاش لازم برای تنظیم یا حفظ بلندی پرواز مورد نظر را کاهش می‌دهد.

### تنظیم بالابرنده
تنظیم بالابرنده، نیروی کنترل لازم برای حفظ نیروهای آیرودینامیکی مناسب روی دم هواگرد را متوازن می‌کند تا هواگرد متعادل شود. ممکن است برای حفظ زاویه حمله دلخواه در هنگام تمرین‌های پروازی ویژه، نیاز باشد که بالابرنده به دفعات، تنظیم شود. تنظیم بالابرنده، بیشتر برای پرواز کم سرعت استفاده می‌شود؛ زیرا در پرواز کم سرعت، سر دماغه باید رو به بالا باشد که این به نوبه خود نیاز به تنظیم‌های بسیار دم هواگرد برای ایجاد نیروی رو به پایین زیاد دارد. تنظیم بالابرنده، با سرعت جریان هوا عبوری از دم همبستگی دارد؛ بنابراین تغییر سرعت هوا در اطراف هواگرد، نیاز به تنظیم دوباره دارد. پارامتر مهم در طراحی هواگرد، پایداری آن در هنگام تنظیم برای بلندی پرواز است. هرگونه مزاحمت مانند تندباد یا آشفتگی، در مدت کوتاهی از بین می‌روند و هواگرد به بلندی پرواز تنظیم شده با سرعت پرواز دلخواه بر می‌گردد.

#### تنظیم دم هواگرد
به جز هواگردهای بسیار سبک، بالچه تنظیم نمی‌تواند نیرو و دامنه جابجایی دلخواه را فراهم کند. برای فراهم‌آوری نیروی تنظیم مناسب، همه صفحه افقی دم، در هنگام گشتاور، با قابلیت جابجایی ساخته شده‌است. این به خلبان اجازه می‌دهد تا بتواند در هنگام کم کردن نیروی پسار در بالابرنده‌ها اندازه دقیق نیروی برآر مثبت یا منفی صفحه دم را تنظیم کنند.

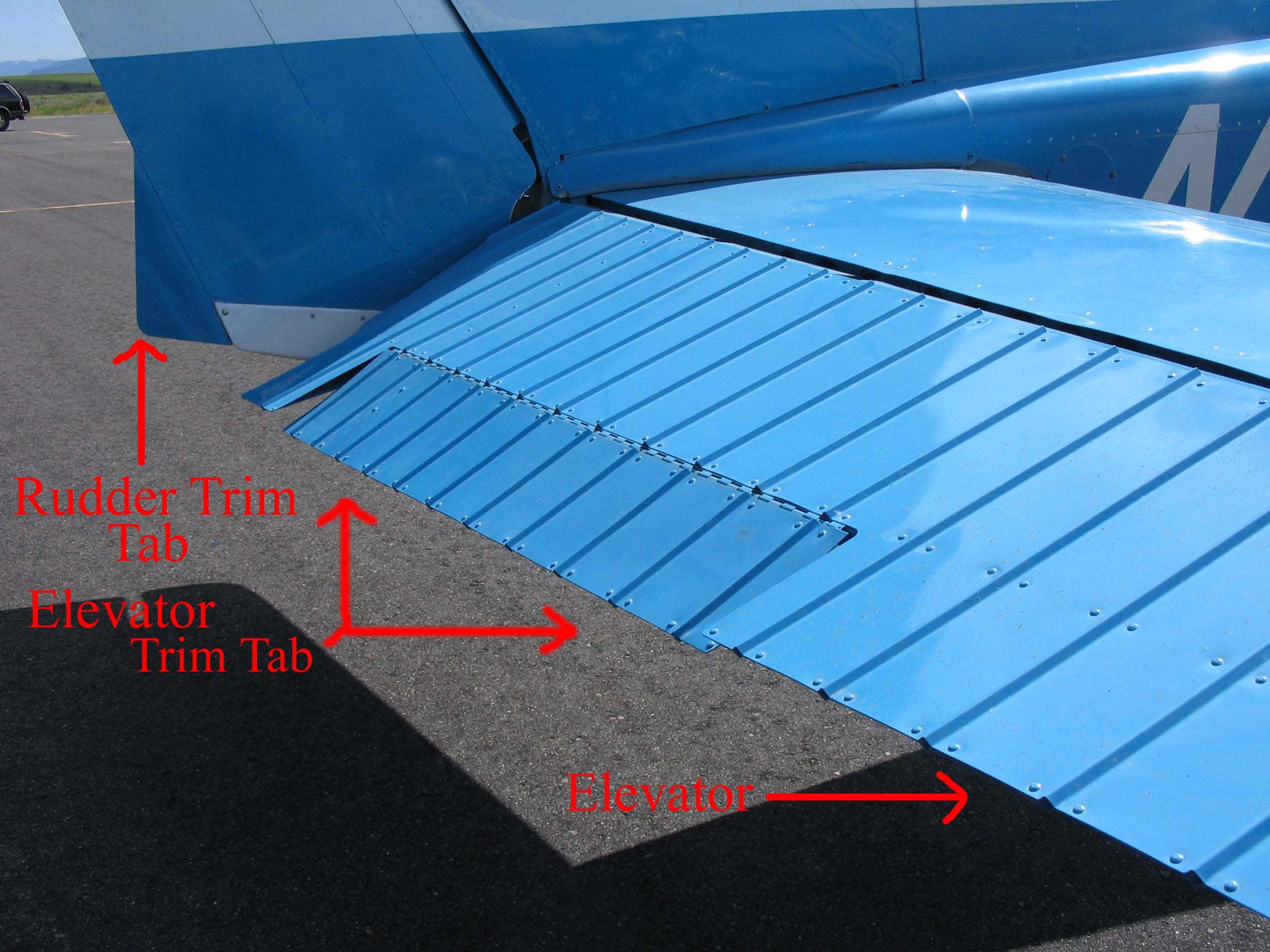
باریکه‌های کنترل هواگرد سبک سسنا ۱۷۲

#### شاخ کنترل
شاخ کنترل بخشی از سطح کنترل است که زودتر از نقطه چرخش عمل می‌کند. شاخ کنترل نیرویی ایجاد می‌کند که میل به افزودن انحراف سطح دارد؛ بنابراین فشار کنترلی را که خلبان حس می‌کند کم می‌کند. ممکن است شاخ کنترل، یک وزنه تعادل نیز داشته باشد. این وزنه به متعادل کردنِ کنترل، کمک کرده و از لرزیدن هواگرد بر اثر جریان هوا جلوگیری می‌کند. در برخی اجزای طراحی‌ها، وزنه‌های ضد لرزش، جدا از شاخ کنترل هستند.
در هواگردهای با کنترل راه دور، واژه «شاخ کنترل» معنی دیگری دارد.

#### فنر تنظیم
در ساده‌ترین حالت، تنظیم با یک فنر مکانیکی یا کِش انجام می‌شود که نیروی مناسبی برای تقویت کنترل وارد شده از سوی خلبان ایجاد می‌کند. معمولاً فنر به اهرم تنظیم بالابرنده وصل می‌شود تا خلبان بتواند نیروی فنر بکار گرفته را تنظیم کند.

### تنظیم سکان و بالچه
بالابرنده، معمولاً قابل تنظیم نیست. اما در هواگردهای بزرگ، سکان و بالچه، قابل تنظیم هستند. تنظیم سکان و بالچه برای مقابله با جریان لغزش یا تأثیرات مرکز گرانش در یک سوی بالگرد انجام می‌شود. این پدیده می‌تواند بر اثر سنگینی در یک سوی هواگرد در مقایسه با سوی دیگر آن پیش بیابد. نمونه آن، هنگامی است که مخزن سوخت یک سوی هواگرد، بسیار پُر تَر از مخرن سوخت در سوی دیگر آن است.